# Crângeni (okręg Teleorman)
Crângeni – wieś w Rumunii, w okręgu Teleorman, w gminie Crângeni. W 2011 roku liczyła 1497 mieszkańców.